# Bulcy
Bulcy este o comună franceză situată în departamentul Nièvre, în regiunea Bourgogne-Franche-Comté.

## Geografie
Bulcy este situată la 20 km sud-est de Cosne-Cours-sur-Loire, reședința arondismentului său. Cele mai apropiate aglomerații sunt Varennes-lès-Narcy (3 km), Mesves-sur-Loire (3 km) și Garchy (4 km). La Charité-sur-Loire se află la 9 km. Drumurile departamentale D125 și D525 se intersectează la Bulcy.
Punctul cel mai înalt al comunei atinge 188 de metri altitudine, iar punctul cel mai jos se află la 155 de metri.
Subsolul este alcătuit în principal din roci calcaroase, marne și ghips. Piatra de Bulcy este renumită.

### Comune limitrofe
|                  | Pouilly-sur-Loire | Garchy             |
|                  |                   | Narcy              |
| Mesves-sur-Loire |                   | Varennes-lès-Narcy |

### Climă
În 2010, clima comunei era clasificată drept climat oceanic degradat al câmpiilor din Centru și Nord, conform unui studiu al CNRS bazat pe date colectate între 1971 și 2000. În 2020, Météo-France a publicat o tipologie actualizată a climei din Franța metropolitană, conform căreia comuna se află într-o zonă cu climat oceanic alterat și face parte din regiunea climatică Centru și contraforturile nordice ale Masivului Central. Aceasta se caracterizează prin aer uscat vara și un nivel bun de însorire.
Pentru perioada 1971-2000, temperatura medie anuală este de 11 °C, cu o amplitudine termică anuală de 15,8 °C. Cantitatea medie anuală de precipitații este de 748 mm, cu 11 zile de precipitații în ianuarie și 7,4 zile în iulie. Pentru perioada 1991-2020, temperatura medie anuală observată la stația meteorologică cea mai apropiată, situată în comuna Guérigny la 32 km distanță în linie dreaptă, este de 11,7 °C, iar cantitatea medie anuală de precipitații este de 910,8 mm.
Pentru viitor, parametrii climatici estimati pentru comună, pentru anul 2050, conform diferitelor scenarii de emisii de gaze cu efect de seră, pot fi consultati pe un site dedicat publicat de Météo-France în noiembrie 2022.

## Urbanism

### Tipologie
La 1 ianuarie 2024, Bulcy este clasificată drept comună rurală cu habitat dispersat, conform noii grile comunale de densitate cu șapte niveluri, definită de INSEE (Institutul Național de Statistică și Studii Economice) în 2022. Este situată în afara unei unități urbane. De asemenea, comuna face parte din zona metropolitană a orașului Cosne-Cours-sur-Loire, fiind o comună de coroană. Această zonă, care cuprinde 30 de comune, este clasificată în categoria zonelor cu mai puțin de 50.000 de locuitori.

### Utilizarea terenului
Ocupația solurilor din comună, așa cum reiese din baza de date europeană privind ocupația biogeofizică a solurilor Corine Land Cover (CLC), este marcată de predominanța teritoriilor agricole (88,5 % în 2018), o proporție identică cu cea din 1990 (88,5 %). Distribuția detaliată în 2018 este următoarea: terenuri arabile (77 %), păduri (11,5 %), pajiști (9,1 %), zone agricole eterogene (2,4 %). Evoluția ocupării terenurilor în comună și a infrastructurilor sale poate fi observată pe diferitele reprezentări cartografice ale teritoriului: harta Cassini (secolul XVIII), harta de stat-major (1820-1866) și hărțile sau fotografiile aeriene ale IGN pentru perioada actuală (1950 până în prezent).

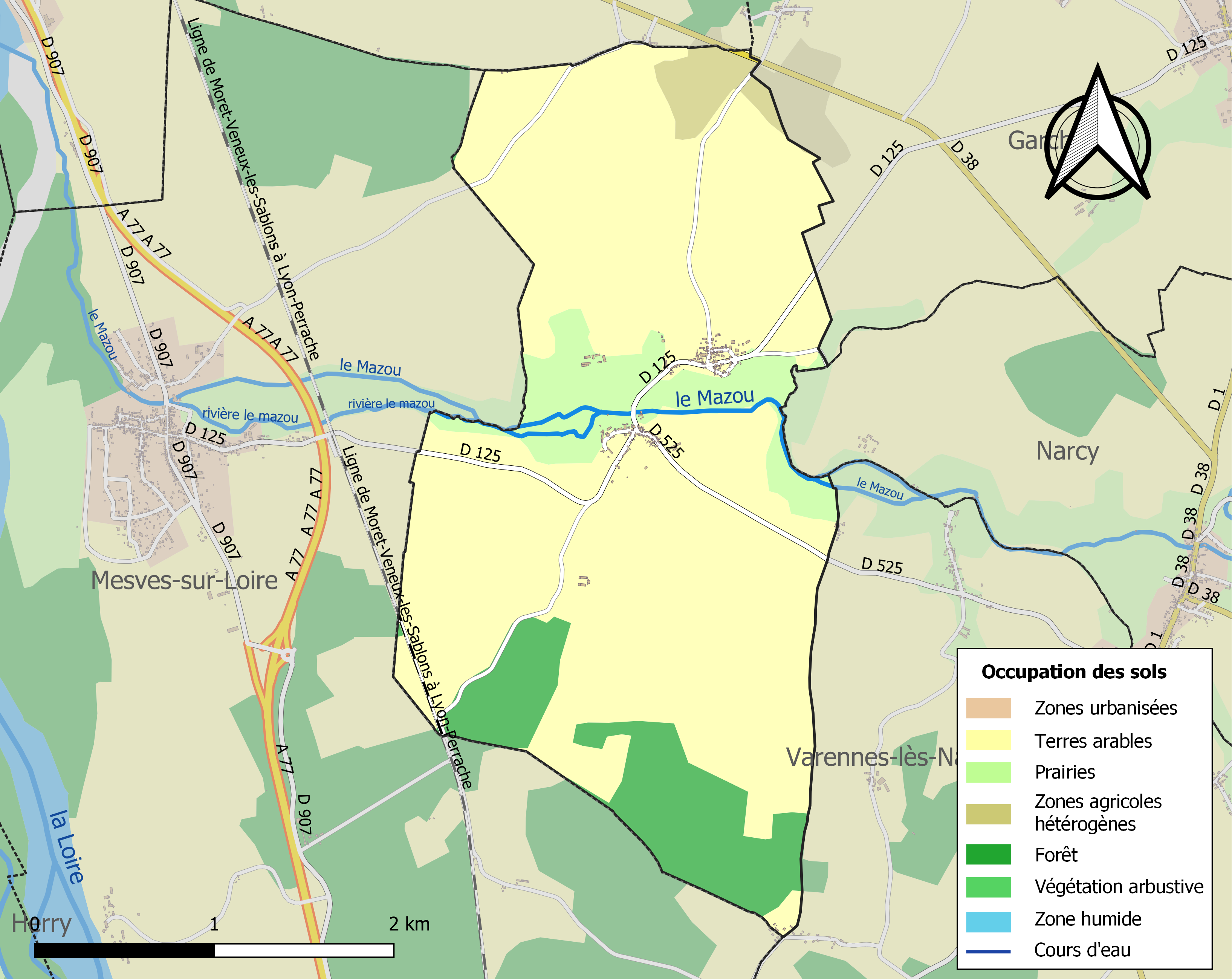
Harta infrastructurii și utilizării terenului a comunei în 2018 (CLC).

## Toponimie
Se consemnează următoarele forme ale numelui comunei: Bulciacum (1535) și Bullecy (1689).
Numele comunei ar proveni de la antroponimul galic Bullius, urmat de sufixul -acum.

## Istorie
Prima mențiune cunoscută a numelui comunei datează din 1535, sub forma Bulciacum (în pouillé de Auxerre).
În 1762, un morar din sat a fost condamnat la 8 zile de închisoare și o amendă de 50 de livre pentru că a reținut dintr-o tranșă de făină mai mult decât fusese stabilit.
În 1888, primarul Léon Lalande a fost declarat ineligibil printr-o decizie judecătorească, în urma mai multor condamnări.
În 1906, populația comunei Bulcy, care număra 105 case, se ridica la 361 de locuitori. Comuna avea un învățător public, un paznic rural și trei cantonieri. Numărul comercianților era redus, sub zece: 6 băcani (dintre care 4 băcănițe), 1 cârciumar, 1 negustor și 1 morar. Meșteșugarii erau mai numeroși: 15 pietrari, 5 zidari, 4 potcovari, 4 croitorese, 2 morari, 2 acoperitori, 1 antreprenor de treierat, 1 spălătoreasă, 1 fabricant de saboți, 1 curelar, 1 vitrar, 1 fabricant de ulei, 1 rotar și 1 cizmar.
Categoria socioprofesională cea mai reprezentată era cea a zilierilor (27, dintre care 3 zilieri agricoli), urmată de servitori (26, dintre care 16 servitori de fermă), fermieri (10), agricultori-exploatanți (8) și proprietari-exploatanți (5). Se mai recenzau în comună 1 agricultor și 1 păstor, precum și 7 rentieri. În total, la Bulcy erau identificate 30 de meserii diferite.
Recensământul din 1906 nu menționează preot, medic, notar sau moașă în comună. Bulcy avea un singur străin, o femeie de origine germană. Așa cum se întâmpla frecvent în Nièvre, mai multe familii din sat găzduiau un „petit Paris”, adică un copil aflat în grija Asistenței Publice: la Bulcy erau în total 15 „copii asistați” și alți „pensionari”.
În anul școlar 1907-1908, o dispută aprinsă a avut loc între abatele Turlin, preot al parohiilor Mesves-sur-Loire și Bulcy, și învățătorii din cele două sate, în legătură cu manualul de istorie distribuit elevilor în școli, carte pe care abatele o considera condamnată de Biserică. Acesta, fără a face o declarație prealabilă, a început să organizeze conferințe de istorie destinate elevilor, ceea ce i-a adus o condamnare la o amendă de 25 de franci din partea Curții de Apel din Orléans.
În 1915, în contextul în care autoritățile franceze îndemnau populația să contribuie financiar la efortul de război, locuitorii din Bulcy s-au remarcat donând, într-o singură zi, 10.130 de franci în aur.
În 1917, un spital de campanie a fost instalat de americani pe teritoriul comunelor Mesves-sur-Loire și Bulcy. Timp de doi ani, peste 38.000 de soldați au fost îngrijiți în acest loc. O stelă comemorativă dedicată acestui episod istoric a fost inaugurată în iulie 2017.

## Populația și societatea

### Date demografice
Evoluția numărului de locuitori este cunoscută prin recensămintele populației efectuate în comună începând din 1793. Pentru comunele cu mai puțin de 10 000 de locuitori, un recensământ al întregii populații este realizat la fiecare cinci ani, populațiile legale pentru anii intermediari fiind estimate prin interpolare sau extrapolare.
În 2022, comuna număra 144 locuitori, în creștere cu -9,09 % față de 2016 (Nièvre: -3,28 %, Franța fără Mayotte: +2,11 %).
| An        | 1793 | 1821 | 1841 | 1851 | 1876 | 1886 | 1901 | 1921 | 1936 | 1962 | 1982 | 2006 | 2014 | 2022 |
| --------- | ---- | ---- | ---- | ---- | ---- | ---- | ---- | ---- | ---- | ---- | ---- | ---- | ---- | ---- |
| Populație | 297  | 290  | 328  | 398  | 467  | 468  | 378  | 320  | 252  | 232  | 192  | 155  | 136  | 144  |

## Cultură locală și patrimoniu

### Locuri și monumente
- Biserica Saint-Martin, fostă biserică priorală, devenită astăzi biserică parohială. Aceasta se remarcă printr-o navă romanică fără boltă, având un plafon din lemn în formă de carenă de navă răsturnată, datând din secolul al XII-lea, și un cor boltit cu ogive rotunde din secolul al XIII-lea, una dintre primele de acest tip din regiunea Nivernais. În biserică se află o sculptură din lemn policrom reprezentând Educația Fecioarei de către Sfânta Ana. Vizitarea este posibilă la cerere[32].
- Vestigiile fostului castel feudal – Construit pe un plan pătrat, era înconjurat de șanțuri și întărit cu turnuri de colț. Din el nu mai rămâne decât un turn rotund fără coroană și două dintre cele cinci ferestre din secolul al XV-lea ale curtinei vestice.
- Conacul din Bulcy – Se pare că a fost construit la sfârșitul secolului al XVI-lea de un membru al familiei de La Vigne. A suferit modificări în secolul al XVII-lea. Porumbarul, galeria, loggia, fațadele și acoperișul sunt înscrise în lista monumentelor istorice din 15 iulie 1976[33]. Proprietate privată, vizibilă din stradă.
- Castelul de Neuville, situat în cătunul Neuville – Castel din secolul al XIV-lea, care a aparținut lui Jean-Guillaume Hyde de Neuville în secolul al XIX-lea. Este o proprietate privată, cu vizibilitate redusă.